# 1569 Evita
För andra betydelser, se Evita.
1569 Evita eller 1948 PA är en asteroid i huvudbältet som upptäcktes den 3 augusti 1948 av den argentinske astronomen Miguel Itzigsohn vid La Plata-observatoriet. Den har fått sitt namn efter Eva Perón.
Asteroiden har en diameter på ungefär 36 kilometer.